# Liste der uruguayischen Botschafter in Costa Rica
Die Liste der Botschafter Uruguays in Costa Rica stellt einen Überblick über die Leiter der uruguayischen diplomatischen Vertretung in Costa Rica seit dem 11. Januar 1929 bis heute dar.
| Name                      | Besonderheiten                  | Ernennung         | Amtsende           |
| ------------------------- | ------------------------------- | ----------------- | ------------------ |
| Luis Saavedra             |                                 | 11. Januar 1929   |                    |
| Gustavo Rey Alvarez       |                                 | 14. Februar 1951  |                    |
| Alfredo Urioste           |                                 | 19. August 1958   |                    |
| Roberto Domínguez Gómez   |                                 | 9. September 1965 |                    |
| Aldo Ciasullo             |                                 | 13. April 1971    |                    |
| Guy Nery                  |                                 | 28. Dezember 1971 |                    |
| Manuel Lessa Marquez      |                                 | 30. Mai 1978      |                    |
| Pura Sasco de Sundblad    |                                 | 11. April 1984    | 29. September 1987 |
| Jorge Boero               |                                 | 11. Dezember 1987 |                    |
| Raquel Macedo de Sheppard | Amtseinführung 23. Oktober 1990 | 12. Juni 1990     | 23. August 1994    |
| Antonio Morell Bordoli    | Amtseinführung 11. Januar 1995  | 25. Oktober 1994  |                    |
| Jorge María Carvalho      | Amtseinführung 31. März 2000    | 21. Dezember 1999 |                    |
| Octavio Brugnini          |                                 | 16. August 2006   |                    |
| Fernando Marr             |                                 | 31. August 2011   |                    |